# Neonka modrá
Neonka modrá (Paracheirodon simulans) je sladkovodní drobná rybka, vzhledově podobná neonce červené (Paracheirodon axelrodi), jen neonový pruh není tak sytý. Hlava je poměrně krátká a tlamka malá. Od oka přes celé tělo až ke kořeni ocasní ploutve se táhne zářící výrazně modrozelený pruh. Při dopadu světla září skřele stříbřitě modře. Břicho je stříbřitě šedé. Mezi řitní a ocasní ploutví je hnědočervená skvrna s nezřetelným černým páskováním. Ploutve jsou bezbarvé, základ hřbetní a ocasní ploutve je načervenalý.
Samička je větší a robustnější než samec.

## Výskyt
Žije v přítocích řeky Rio Negro a dolním toku Rio Purus v Brazílii. Dorůstá délky 3,5–4 cm.

## Chov
Na chov a rozmnožování má nároky podobné jako neonka diamantová.